# BMW 801
Der BMW 801 ist ein luftgekühlter 14-Zylinder-Doppelstern-Flugmotor mit Benzindirekteinspritzung, der ab 1938 unter der Leitung von Martin Duckstein bei BMW entwickelt wurde. Der Serienbau begann 1940 in der BMW Flugmotorenfabrik Eisenach. BMW entwickelte 22 Varianten, von denen elf in Serie gebaut wurden. Insgesamt wurden über 21.000 Motoren dieses Typs hergestellt.

## Einsatzgebiet
Dieser Motor wurde besonders bekannt, da er eines der Standard-Jagdflugzeuge der Luftwaffe im Zweiten Weltkrieg, die Focke-Wulf 190 der Serien A, B, F und G, antrieb. Die in der Fw 190 eingesetzten Motoren waren von den Laderstufen für den Gebrauch in niedrigeren bis mittleren Höhen optimiert, was sich später gegen alliierte Bomber und deren Begleitjäger als großer Nachteil erwies, da diese in großen Höhen von 8.000 bis 10.000 Metern operierten. Das National Advisory Committee for Aeronautics untersuchte 1945 die Eigenschaften der Motoren eingehend.

## Technische Merkmale

### Zwangskühlung
Der BMW 801 war der erste luftgekühlte Mehrfachsternmotor mit einer Gebläsekühlung, bei der die Kühlluft von einem stirnseitig montierten, axial arbeitenden Lüfterrad zwangsweise durch die Motorverkleidung gefördert wurde. Diese Bauform ermöglichte im Gegensatz zur reinen Fahrtwindkühlung eine zuverlässige, regelbare Kühlung auch am Boden und bei niedrigen Geschwindigkeiten und verringerte durch Verkleinerung der für die Kühlung erforderlichen Eintrittsfläche den Luftwiderstand. Auch die ringförmig vorn innerhalb der Motorverkleidung eingebauten Ölkühler wurden von der Gebläseluft zwangsdurchströmt, die durch einen Ringspalt wieder austrat. Es wurde eine spezielle Aluminiumlegierung für die Zylinderköpfe und Kühlrippen genutzt.

### Einhebelbedienung

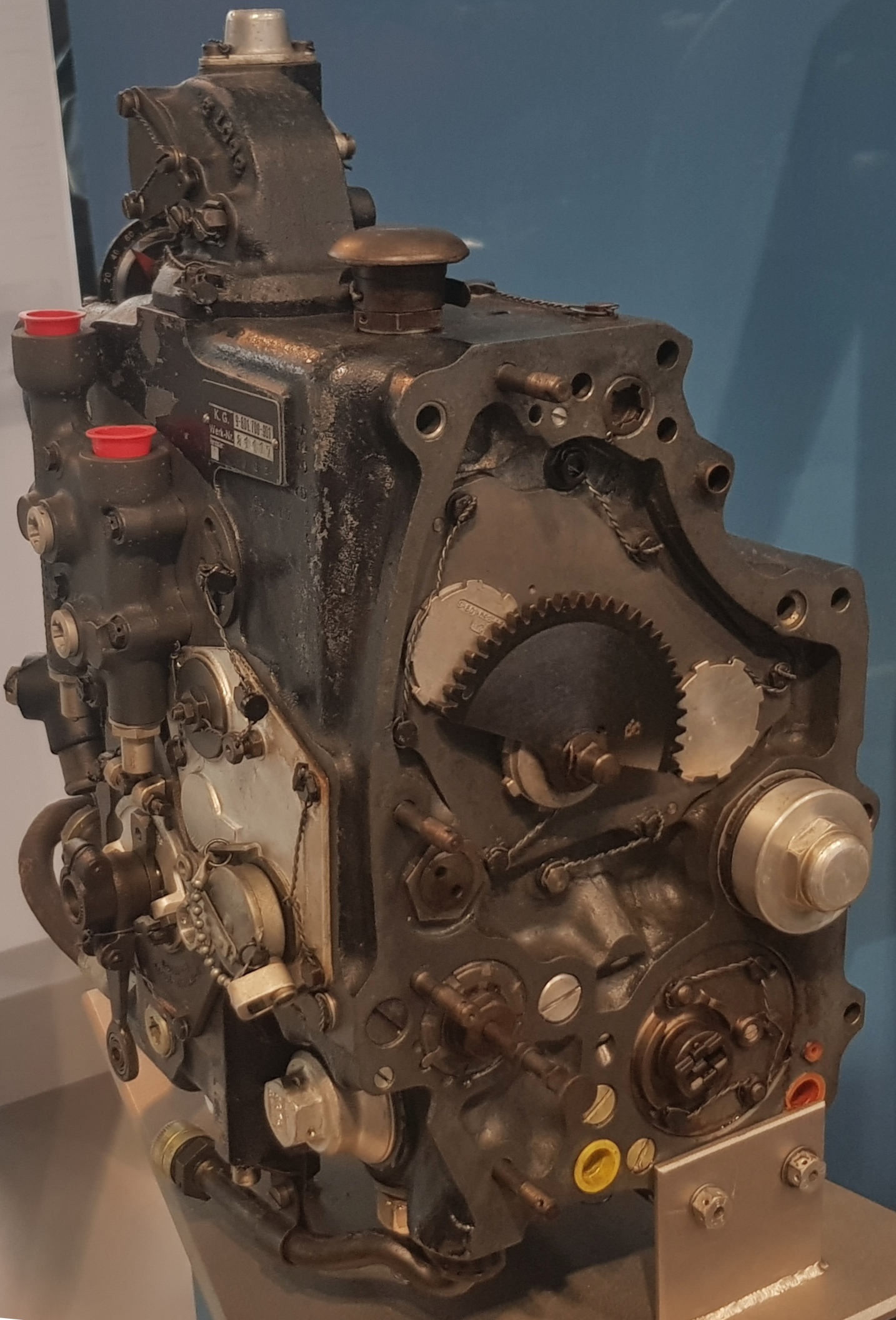
Kommandogerät zur Einhebelbedienung des BMW 801

Der BMW 801 war einer der ersten Flugmotoren mit Einhebelbedienung: Ein von Heinrich Leibach konstruiertes Kommandogerät stellte automatisch als mechanischer Analogrechner alle Parameter (wie z. B. Zündzeitpunkt, Drosselklappenöffnung, Ladergang, Einspritzmenge, Luftschraubenverstellung) passend zu dem vom Piloten mit dem „Leistungswählhebel“ vorgegebenen Ladedruck (bzw. dazugehöriger Drehzahl) ein. Da keine gesonderten Hebel für Gemisch- und Luftschraubenverstellung bedient werden mussten, wurde der Pilot bei der Triebwerksbedienung entlastet und die Gefahr von Fehlbedienungen verringert. Die ebenfalls vom Kommandogerät gesteuerte Einspritzpumpe war eine Entwicklung der Münchner Firma Friedrich Deckel.

### Kurzfristige Leistungssteigerung
Diverse Systeme zur kurzfristigen Leistungssteigerung, die beim 801D-2 und dessen Nebenentwicklungen einsetzbar waren, wurden entwickelt. Ab 1943 erhielten etliche Jagdbomber Fw 190 F/G eine Anlage zur zusätzlichen Einspritzung von Kraftstoff (C3-Einspritzung). Dies erhöhte die Leistung kurzfristig von etwa 1730 PS auf bis zu 1870 PS und war nur im ersten Ladergang bis maximal 1000 Meter Flughöhe anwendbar. Ab Mitte 1944 erhielten die Fw-190-A-8-Jäger ein verwandtes System, das ebenfalls mit zusätzlichem Kraftstoff arbeitete (erhöhte Notleistung). Das System funktionierte in beiden Ladergängen und leistete bis zu 2100 PS im zweiten Ladergang. Aufgrund des Kraftstoffmangels Ende 1944/Anfang 1945 wurde die erhöhte Notleistung auf MW-50 (Methanol-Wasser-Einspritzung) umgestellt, die maximale Leistung reduzierte sich dann auf 2000 bis 2050 PS.

### Triebwerksanlage
Auf Forderung des Reichsluftfahrtministeriums wurde der BMW 801 nicht nur als Einbautriebwerk, sondern ab 1942 auch als Motoranlage, die auch die üblicherweise zur Flugzeugzelle gehörige aerodynamische Verkleidung mit einschloss, und ab 1944 auch als Triebwerksanlage, die darüber hinaus um Abgasanlage und Einbaugerüst ergänzt war, hergestellt.

## Technische Daten
BMW 801 D-2
- Bohrung: 156 mm
- Hub: 156 mm
- Hubraum: 41,8 Liter
- Verdichtungsverhältnis: 7,2:1
- Ladedruck: 1,42 bar abs.
- Laderbauart: einstufig, Zweigang
- Durchmesser: 1.290 mm
- Länge: 2.006 mm
- Trockenmasse: 1.010 kg

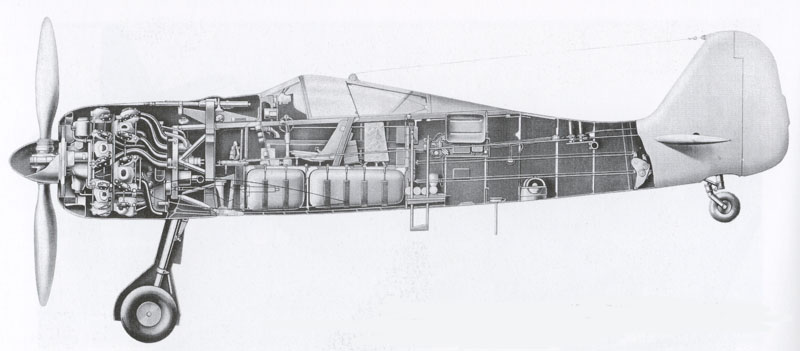
Einbau des BMW 801 in der Fw 190 A, Schnittzeichnung

- Startleistung: 1.700 PS (1.250 kW) Startleistung in Meereshöhe bei 2.700 min−1
- Propelleruntersetzung: 0,54
- Volldruckhöhe: 5.700 m

## Versionen

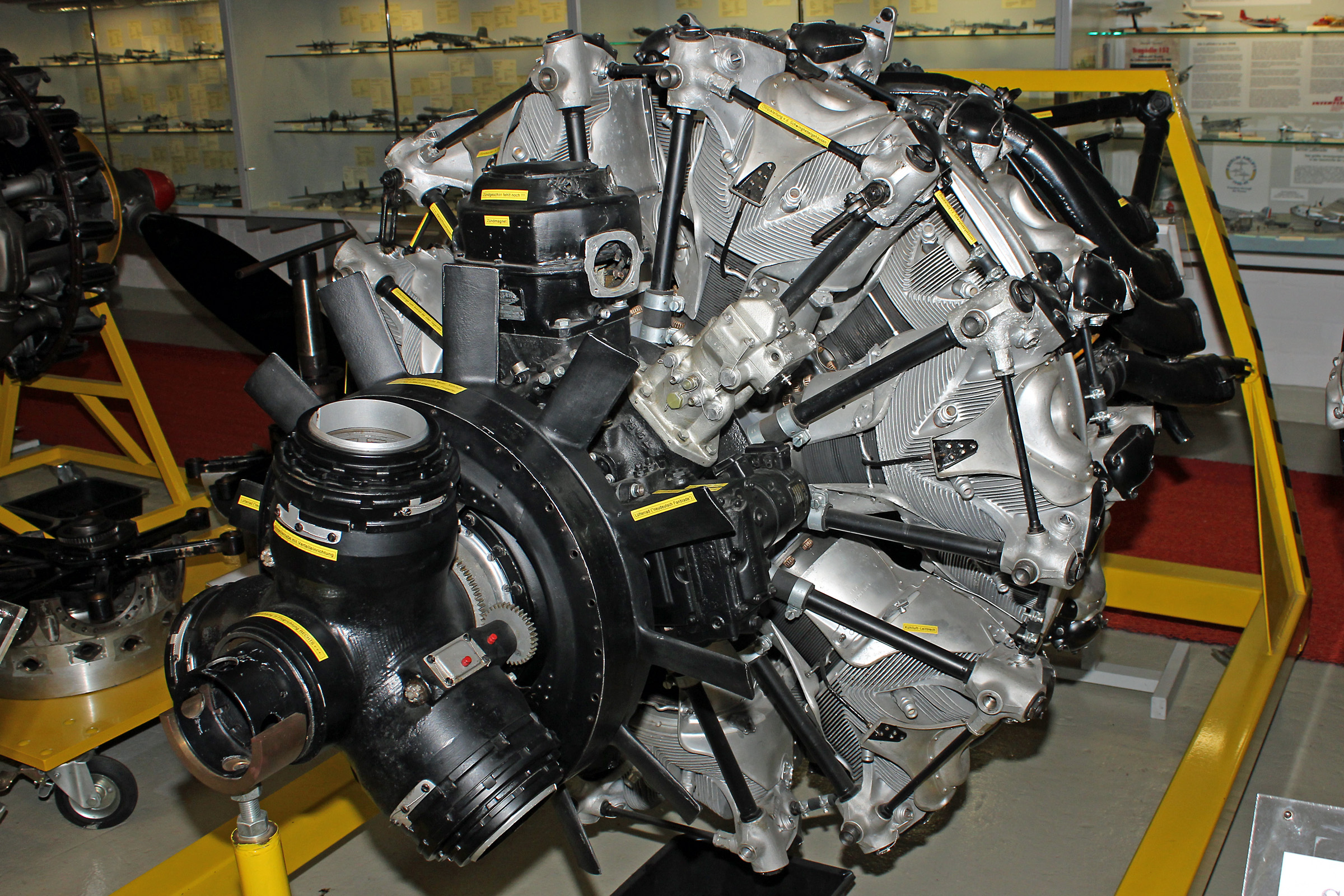
BWM 801A im Luftfahrt-Museum Laatzen-Hannover (2014)

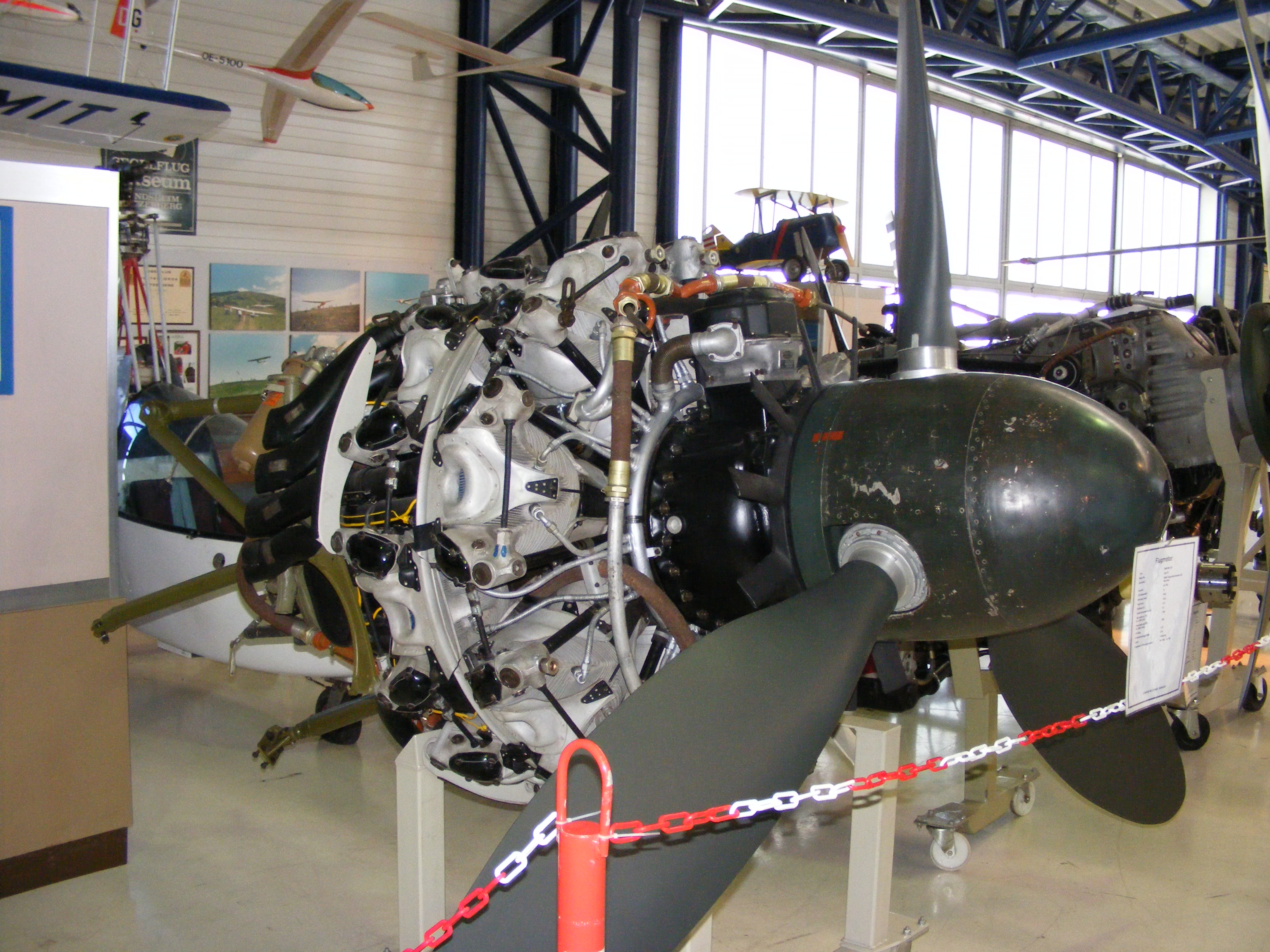
BMW 801 D2 im Flugmuseum Aviaticum, Österreich (2007)

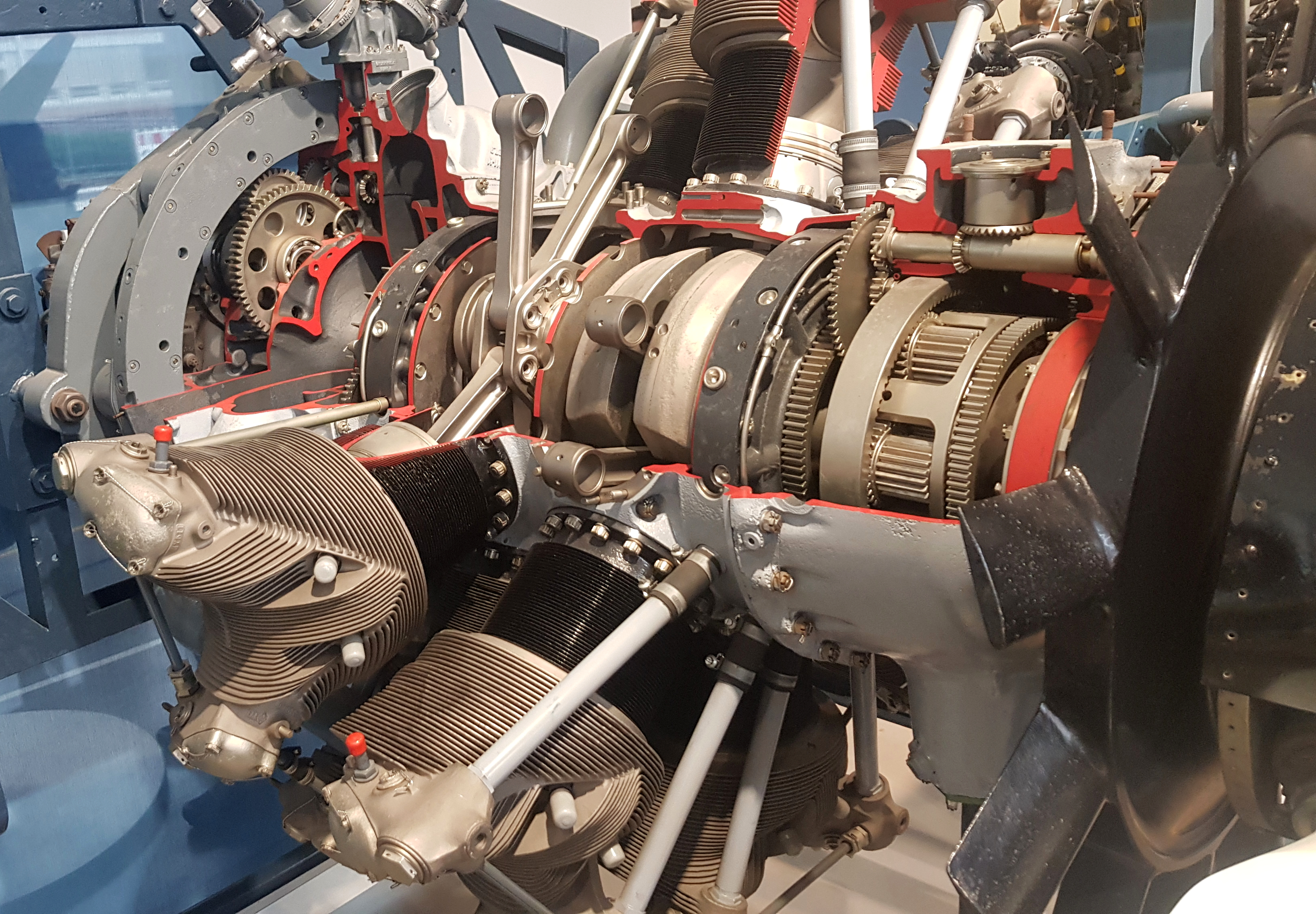
Aufschnittmodell des luftgekühlten BMW-801-Doppelsternmotors

Erste Baureihe, 1940–1943, Einstufen-Zweigang-Lader, 1.560 PS Startleistung, B4-Kraftstoff mit 87 Oktan
- 801A: Bombertriebwerk, manuelle elektrische Luftschraubenverstellung, Motoranlage MA, Triebwerksanlage TZ
- 801B: 801A mit linksdrehendem Propeller (über Umkehrgetriebe), nicht gebaut
- 801C: Jägertriebwerk, wie 801A, aber mit automatischer hydraulischer Luftschraubenverstellung
- 801L: 801A mit automatischer hydraulischer Luftschraubenverstellung vom 801C, Motoranlage ML, Triebwerksanlage TZ

zweite Baureihe, ab 1942, Einstufen-Zweigang-Lader, 1.700 PS Startleistung, C3-Treibstoff mit 100 Oktan
- 801D-2: Jägertriebwerk, verbesserter Lader, höhere Verdichtung, 1941–45
- 801G-2: Bombertriebwerk, sonst wie 801D-2, Motoranlage MG, Triebwerksanlage TC
- 801H-2: 801G-2 mit linksdrehendem Propeller, nicht gebaut
- 801Q-2: 801D-2 mit verstärkter Ölkühlerpanzerung, Triebwerksanlage TU, 1944–45

Weiterentwicklungen
- 801J: Weiterentwicklung des 801D-2 mit Abgasturbolader, Triebwerksanlage TJ, 1.810 PS Startleistung, 1944–45
- 801K: wie 801J, mit Stirnradumkehrgetriebe (linksdrehender Propeller)
- 801S: 801D-2 mit besserem Lader und anderen Motorteilen des 801E-Projekts, verstärkte Ölkühlerpanzerung, 2000 PS Startleistung mit MW-50 (2.200 PS ab Anfang 1945 möglich), Triebwerksanlage TS, 1944–45
- 801H: ähnlich 801S

Projekte
- 801D: Jägertriebwerk mit Einstufen-Dreigang-Lader für 87-Oktan-Treibstoff, Entwicklung eingestellt
- 801Ds: Jägertriebwerk mit Turbolader
- 801E: Bombertriebwerk, Weiterentwicklung des 801D-2 mit einer höheren Laderübersetzung, Startleistung 2000 PS
- 801F(-1): Jägertriebwerk, Weiterentwicklung des 801E, Startleistung 2000 PS, mit MW-50-Anlage 2400 PS, im Februar 1945 mit MW-50-Anlage 2580 PS, Triebwerksanlage TH
- 801F(-2) 2400 PS Startleistung, darüber hinaus Notleistung mit MW-50-Anlage; dieser Motor unterschied sich wesentlich vom 801F-1, die Bezeichnung 801F-2 wäre daher logisch, findet sich nur nicht in den Unterlagen von BMW
- 801M: wie 801Ds mit neuem Turbolader
- 801N: wie 801E mit anderem Lader
- 801R: Weiterentwicklung des 801E mit Zweistufen-Viergang-Lader
- 801 Heimstoffmotor: Versuchsmotor zur Einsparung von Legierungswerkstoffen

Alle Leistungsangaben als Start- und Notleistung in Meereshöhe, die etwa 70 bis 100 PS für den Antrieb des Lüfterrads sind berücksichtigt. Die oft angegebenen 1600 PS der ersten Baureihe wurde erst in etwa ein Kilometer Flughöhe erreicht, die 1730 PS der zweiten Baureihe ab 600 m Flughöhe. Soweit nicht anders angegeben, drehten Kurbelwelle und Propeller im Uhrzeigersinn.